# I Don't Wanna Hurt
I Don't Wanna Hurt is een nummer van de Nederlandse zangeres Anouk uit 2008. Het is de tweede single van haar vijfde studioalbum Who's Your Momma.
"I Don't Wanna Hurt" is een rustige ballad die gaat over een verloren liefde. Het nummer schopte het tot de 4e positie in de Nederlandse Top 40. In Vlaanderen haalde het de 1e positie in de Tipparade.

## NPO Radio 2 Top 2000
| Nummer met noteringen in de NPO Radio 2 Top 2000 | '09 | '10 | '11 | '12 | '13 | '14  | '15  | '16-'17 | '18  | '19  |
| ------------------------------------------------ | --- | --- | --- | --- | --- | ---- | ---- | ------- | ---- | ---- |
| I Don't Wanna Hurt                               | 296 | 982 | 670 | 520 | 833 | 1055 | 1383 | -       | 1765 | 1955 |

1. ↑  Een '-' betekent dat het nummer niet was genoteerd en een vetgedrukt getal geeft de hoogste notering aan.
2. ↑  2009 was het eerste jaar met een notering voor dit nummer.
3. ↑  Deze tabel is bijgewerkt tot en met de laatste editie (2024).